# Lasse Svan Hansen
Lasse Svan Hansen, danski rokometaš, * 31. avgust 1983.
Leta 2010 je na evropskem rokometnem prvenstvu s dansko reprezentanco osvojil 5. mesto.